# Sumur Welut
Sumur Welut is een bestuurslaag in het regentschap Soerabaja van de provincie Oost-Java, Indonesië. Sumur Welut telt 3683 inwoners (volkstelling 2010).